# Pruszcz Gdański
Pruszcz Gdański es una ciudad de Polonia localizada en la parte norte del país. Pruscz Gdański es la capital del condado de Pruszcz Gdański, dentro del voivodato de Pomerania, y en ella habitan 32 031 habitantes (2022).
- Datos: Q988590
- Multimedia: Pruszcz Gdański / Q988590

1. ↑  Worldpostalcodes.org,código postal n.º 83-000.